# كيتي بي.
كيتي بي. (بالإنجليزية: Katy B)  (و. 1989  م) هي مغنية مؤلفة، ودي جي بريطانية، تستخدم آلات صوت بشري.

## التعليم
تعلمت في كلية جولدسميث، جامعة لندن، ومدرسة بريت، وHaberdashers' Hatcham College ‏.

## روابط خارجية
- كيتي بي. على موقع ميوزك برينز (الإنجليزية)
- كيتي بي. على موقع رولينغ ستون (الإنجليزية)
- كيتي بي. على موقع أول ميوزيك (الإنجليزية)
- كيتي بي. على موقع ديسكوغز (الإنجليزية)
- كيتي بي. على موقع ديسكوغز (الإنجليزية)